# Biurakn Hakhverdian
Biurakn Hakhverdian, född 4 oktober 1985 i Leiden, är en nederländsk vattenpolospelare. Hon ingick i Nederländernas landslag vid olympiska sommarspelen 2008.
Hakhverdian tog OS-guld i damernas vattenpoloturnering i samband med de olympiska vattenpolotävlingarna 2008 i Peking. Hon deltog i EM år 2010 där Nederländerna slutade som trea och gjorde två mål i bronsmatchen mot Italien.